# Mazar-e Sharif (distrikt)
Mazar-e Sharif (persiska: مزار شریف), eller Wuluswali-ye Mazar-e Sharif (ولسوالی مزار شریف), är ett distrikt (wuluswali) i Afghanistan. Det ligger i provinsen Balkh, i den norra delen av landet, inom provinshuvudstaden Mazar-e Sharifs tätort, och beräknades år 2022 ha omkring 516 000 invånare.